# Ocean View (Delaware)
Ocean View é uma vila localizada no estado americano de Delaware, no condado de Sussex.

## Geografia
De acordo com o United States Census Bureau, a cidade tem uma área de 6,3 km², onde todos os 6,3 km² estão cobertos por terra.

### Localidades na vizinhança
O diagrama seguinte representa as localidades num raio de 16 km ao redor de Ocean View.

## Demografia
Segundo o censo nacional de 2010, a sua população é de 1 882 habitantes e sua densidade populacional é de 296,6 hab/km². Possui 1 928 residências, que resulta em uma densidade de 303,8 residências/km².